# Morphosphaeroides
Morphosphaeroides is een geslacht van kevers uit de familie bladkevers (Chrysomelidae).
De wetenschappelijke naam van het geslacht werd in 1903 gepubliceerd door Martin Jacoby.

## Soorten
- Morphosphaeroides africana Jacoby, 1903